# توني إلين
توني إلين (بالإنجليزية: Tony Ellin)‏ هو لاعب بلياردو أمريكي ‏ أمريكي، ولد في 19 يوليو 1965 في نيوجيرسي في الولايات المتحدة، وتوفي في 14 يونيو 2000 في لادسون في الولايات المتحدة.